# غوتلاند

موقع جزيرة غوتلند في مملكة السويد

خريطة جزيرة غوتلند

جزيرة غوتلاند (بالسويدية Gotland) هي جزيرة سويدية تقع في بحر البلطيق على بعد 90 كم من البر السويدي. عاصمة الجزيرة هي مدينة فيسبي. تبلغ مساحة جزيرة غوتلاند نحو 3140 كيلومترًا مربعًا، ويبلغ عدد سكانها نحو 57,122 نسمة حسب إحصائيات سنة 2007.

## المناخ
يظهر الجدول التالي التغييرات المناخية على مدار السنة لغوتلاند:
| البيانات المناخية لـغوتلاند       | البيانات المناخية لـغوتلاند | البيانات المناخية لـغوتلاند | البيانات المناخية لـغوتلاند | البيانات المناخية لـغوتلاند | البيانات المناخية لـغوتلاند | البيانات المناخية لـغوتلاند | البيانات المناخية لـغوتلاند | البيانات المناخية لـغوتلاند | البيانات المناخية لـغوتلاند | البيانات المناخية لـغوتلاند | البيانات المناخية لـغوتلاند | البيانات المناخية لـغوتلاند | البيانات المناخية لـغوتلاند |
| الشهر                             | يناير                       | فبراير                      | مارس                        | أبريل                       | مايو                        | يونيو                       | يوليو                       | أغسطس                       | سبتمبر                      | أكتوبر                      | نوفمبر                      | ديسمبر                      | المعدل السنوي               |
| --------------------------------- | --------------------------- | --------------------------- | --------------------------- | --------------------------- | --------------------------- | --------------------------- | --------------------------- | --------------------------- | --------------------------- | --------------------------- | --------------------------- | --------------------------- | --------------------------- |
| الدرجة القصوى °م (°ف)             | 10.2 (50.4)                 | 12.2 (54.0)                 | 18.6 (65.5)                 | 25.2 (77.4)                 | 27.7 (81.9)                 | 31.4 (88.5)                 | 33.7 (92.7)                 | 31.8 (89.2)                 | 29.0 (84.2)                 | 20.0 (68.0)                 | 13.5 (56.3)                 | 12.5 (54.5)                 | 33.7 (92.7)                 |
| متوسط درجة الحرارة الكبرى °م (°ف) | 1.4 (34.5)                  | 1.2 (34.2)                  | 4.5 (40.1)                  | 10.0 (50.0)                 | 15.2 (59.4)                 | 18.8 (65.8)                 | 22.0 (71.6)                 | 21.3 (70.3)                 | 17.0 (62.6)                 | 10.9 (51.6)                 | 6.8 (44.2)                  | 3.5 (38.3)                  | 11.0 (51.8)                 |
| المتوسط اليومي °م (°ف)            | −0.5 (31.1)                 | −0.9 (30.4)                 | 1.1 (34.0)                  | 5.5 (41.9)                  | 10.4 (50.7)                 | 14.4 (57.9)                 | 17.9 (64.2)                 | 17.3 (63.1)                 | 13.4 (56.1)                 | 8.1 (46.6)                  | 4.8 (40.6)                  | 1.6 (34.9)                  | 7.7 (45.9)                  |
| متوسط درجة الحرارة الصغرى °م (°ف) | −2.5 (27.5)                 | −3.0 (26.6)                 | −2.3 (27.9)                 | 1.0 (33.8)                  | 5.7 (42.3)                  | 9.9 (49.8)                  | 13.8 (56.8)                 | 13.2 (55.8)                 | 9.9 (49.8)                  | 5.3 (41.5)                  | 2.8 (37.0)                  | −0.3 (31.5)                 | 4.4 (39.9)                  |
| أدنى درجة حرارة °م (°ف)           | −25.0 (−13.0)               | −25.4 (−13.7)               | −23.5 (−10.3)               | −12.7 (9.1)                 | −6.9 (19.6)                 | −1.0 (30.2)                 | 2.9 (37.2)                  | 1.1 (34.0)                  | −2.9 (26.8)                 | −6.0 (21.2)                 | −11.5 (11.3)                | −22.2 (−8.0)                | −25.4 (−13.7)               |
| معدل هطول الأمطار مم (إنش)        | 53 (2.1)                    | 29 (1.1)                    | 35 (1.4)                    | 29 (1.1)                    | 29 (1.1)                    | 30 (1.2)                    | 50 (2.0)                    | 49 (1.9)                    | 58 (2.3)                    | 48 (1.9)                    | 58 (2.3)                    | 54 (2.1)                    | 522 (20.5)                  |
| ساعات سطوع الشمس الشهرية          | 37                          | 64                          | 174                         | 255                         | 310                         | 329                         | 308                         | 254                         | 202                         | 102                         | 41                          | 31                          | 2٬107                       |
| المصدر #1:                        |                             |                             |                             |                             |                             |                             |                             |                             |                             |                             |                             |                             |                             |
| المصدر #2:                        |                             |                             |                             |                             |                             |                             |                             |                             |                             |                             |                             |                             |                             |

## أعلام
- كارولينا بينيديكس بروس
- تيريزا أندرسون